# Atman
Atman (dewanagari आत्म ātman, sanskr. oddech, आत्मा) – w hinduizmie określenie duszy rozumianej jako indywidualna jaźń, obecna w każdej żywej istocie. Atman wciela się w kolejnych żywotach (idea reinkarnacji) w kolejne ciała, podlegając prawu karmy. Pierwsze wzmianki o atmanie znaleźć można już w Upaniszadach.

## Hinduizm
Atman to dusza w swej czystej postaci, w odróżnieniu od uwikłanej w świecie duszy nazywanej terminem dźiwa.

### Mahawakja
W koncepcji wyrażonej przez sformułowania (mahawakja):
- Aham brahma asmi („Jestem Brahmanem”),
- Tat twam asi („Ty jesteś Tym”).

atman jest tożsamy z całym wszechświatem, „wszystkim co jest” (Brahmanem). Jest to afirmacja boskości w człowieku (duszy), łączącej go z boskością otaczającego kosmosu. Jest to więc wyrażenie koncepcji Mikro- i Makrokosmosu na gruncie hinduizmu – wskazanie, że skoro człowiek podlega temu samemu porządkowi co wszechświat, to poznanie przez akt autorefleksji istoty samego siebie prowadzi do poznania istoty wszechświata – wyzwolenia.
Według Upaniszad atman jest więc kluczem do wyzwolenia, jedyną drogą poznania Brahmana – prawdziwej rzeczywistości i najwyższej, transcendentnej zasady bytu. Poznanie atmana-brahmana jest możliwe przez wgląd w siebie, przy czym należy posłużyć się intuicją, by obejść przesłaniające atmana osobowe, związane z bieżącą inkarnacją ego, które omamione mają ulega iluzji oddzielenia od Absolutu oraz od reszty istot.

### Joga
Sposobem podążania drogą ku poznaniu atmana jest również joga – zdyscyplinowany wysiłek odwrócenia się od świata zmysłów. Nagrodą jest wyzwolenie z samsary – cyklu reinkarnacji, co wyrażone jest w Praśnopaniszad słowami:
„Szukający atmana przez prostotę życia, czystość, wiarę i wiedzę już nie wracają”.

## Buddyzm
- Według buddyzmu nie ma czegoś takiego jak atman. Buddyści nazywają tę koncepcję anatman (tzn. nie-atman).
- Nieistniejąca dziś szkoła buddyjska Pudgalavāda powróciła do koncepcji duszy i określała ją terminem pudgala.
- Ken Wilber praktykujący medytację buddyjską w nurcie buddyzmu madhjamaka wskazuje[2] na analogię hinduistycznych i buddyjskich znaczeń terminów:

tathagatagarbha – atman,
dharmadhatu – brahman.